# Patinoa almirajo
El almirajó (Patinoa almirajo) es una especie de planta bombacácea, endémica del departamento de Chocó, Colombia.

## Descripción
Es un árbol, que alcanza hasta 20 m de altura. Presenta hojas alternas, simples, enteras, glabras y oblongas. El fruto es ovoide u oblongo, de color amarillo, es comestible, de tamaño grande y con pulpa está formada por materia polvosa, aglutinada por una melaza agridulce que permite su degustación cruda.

## Usos
En el Chocó es un cultivo de pancoger y el consumo del fruto es general en las comunidades indígenas y afrodescendientes.